# Julius Oppert
Julius (Jules) Oppert (tyskt uttal å'ppert, franskt åppär), född 9 juli 1825 i Hamburg, död 21 augusti 1905 i Paris, var en fransk orientalist och en av kilskriftsforskningens främsta grundläggare. Han var bror till Gustav Salomon Oppert. 
Oppert, som hade judiska föräldrar, studerade först juridik i Heidelberg, sedan orientaliska språk i Bonn, Berlin och Paris samt erhöll plats som lärare i tyska vid lyceum i Laval, sedan i Reims. Han var redan berömd genom arbeten med de persiska kilskrifterna när han 1852 skickades av Institut de France som ledare för en stor vetenskaplig expedition till Mesopotamien, som varade i tre år. Han utnämndes 1857 till professor i sanskrit vid kejserliga biblioteket i Paris. För sin assyriska grammatik erhöll han 1863 Franska institutets stora pris (20 000 francs) och utnämndes 1874 till professor i assyriologi vid Collège de France. Från 1884 redigerade han med Eugène Ledrain Revue d'assyriologie.